# H.P. Carlsen
Hans Peter Carlsen (født 30. november 1855 i Ubberud Sogn, død 10. juli 1950 i Odense) var en dansk maler.
H.P. Carlsen var ud af en fattig familie, hans talent blev opdaget på Teknisk Skole i Odense, og han blev hjulpet ind på Kunstakademiet i 1875. Han var med i vennekredsen af malere fra akademitiden sammen med L.A. Ring, H.A. Brendekilde, Julius Paulsen og Søren Lund, som frekventerede gårdejer Lars Ebbesen i Rågelund. Han forlod Kunstakademiet i 1878 sammen med L.A. Ring, begge uden at tage afgang. Ring brød efter en svær tid igennem som maler, Carlsen gjorde det ikke og endte som 24-årig på Københavns Fattiggård og kom senere til Odense. På grund af drikfældighed tilbragte han 52 år bag lås og slå i Odense Arbejdsanstalt, hvor han udførte tegninger i en original teknik, han selv havde udviklet. Han malede på posepapir, karton eller pap med limfarve, som oversmurtes med en kulopløsning. Derpå udførte han sine tegninger i en slags skrabe- og gnubbeteknik. Næsten alle hans billeder er sort-hvide, kommunen tillod ikke ham at bruge farver. Hans anseelige produktion, anslået til ca. 5000 tegninger, og består næsten udelukkende af landskaber, skov- og søbilleder malet efter hukommelsen.